# 秦岭路街道
秦岭路街道，是中华人民共和国河南省郑州市中原区下辖的一个乡镇级行政单位。

## 行政区划
秦岭路街道下辖以下地区：
一厂社区、棉西社区、六厂前街社区、建西社区、电新街社区、杜康社区、秦江社区和金源社区。